# ختمية (نبات)

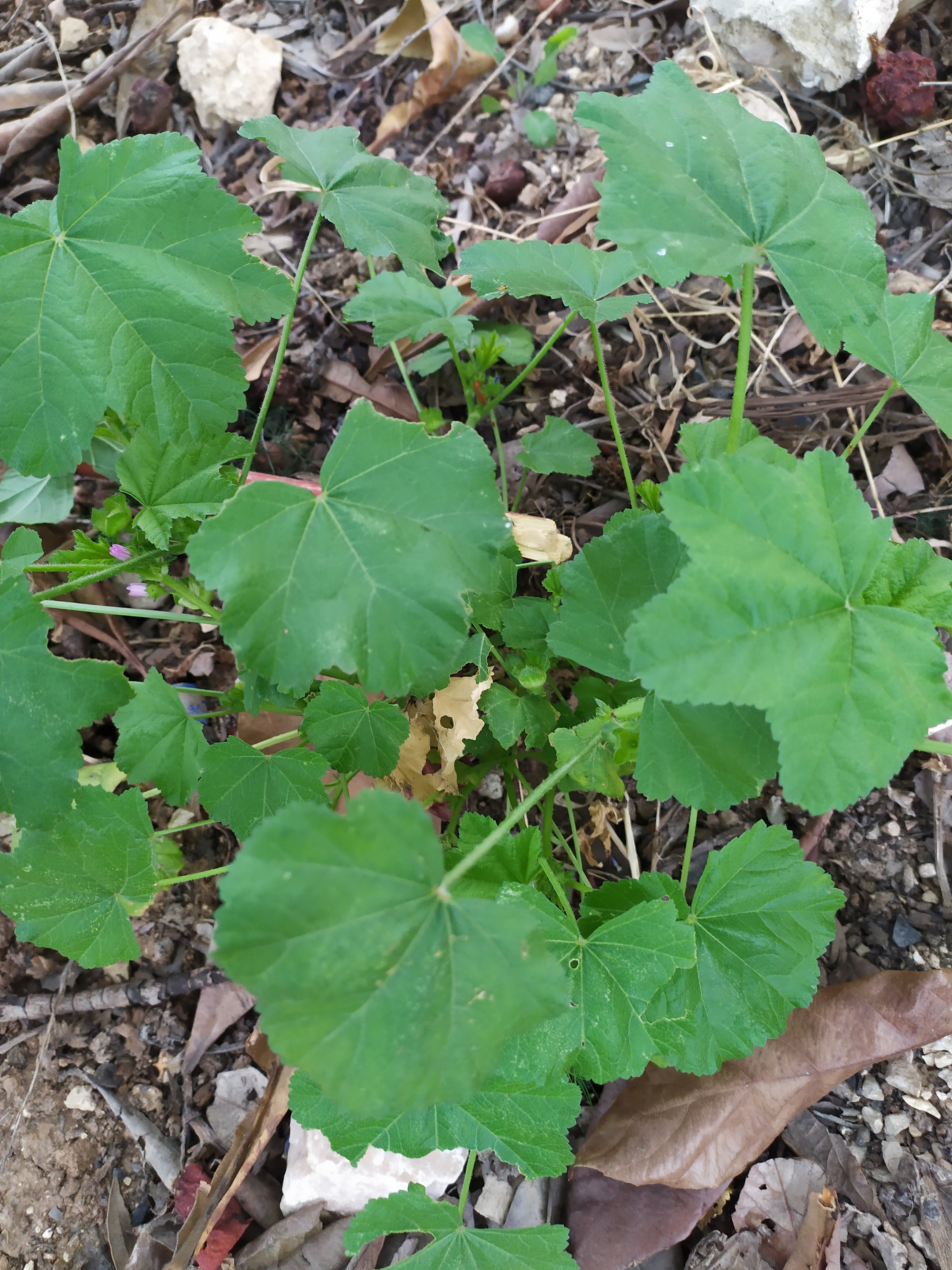
نبات الخبيزة ،فلسطين

الختمية أو الخُبَّيزَة جنس نباتي يتبع الفصيلة الخبازية ويضم ما بين ستة واثني عشر نوعاً ينمو معظمها في الوطن العربي (وخاصة في المشرق والمغرب) وحوض البحر الأبيض المتوسط. معظم نباتاتها معمرة وبعضها حولية.

## من أنواع الختميةالواطنةفي الوطن العربي
- ختمية برترام (باللاتينية: Althaea bertramii) في بلاد الشام
- الختمية الطبية (باللاتينية: Althaea officinalis) في بلاد الشام
- الختمية القنبية (باللاتينية: Althaea cannabina) في بلاد الشام
- ختمية لودفيغ (باللاتينية: Althaea ludwigii) في بلاد الشام
- الختمية المشعرة (باللاتينية: Althaea hirsuta) في بلاد الشام
- خبيزة قنابية (باللاتينية: Althaea cannabina) في حوض المتوسط

الختمية الوردية Althaea rosea نبات مرتفع يتراوح طوله بين 1.5- 2 م، أوراقه وبرية خشنة كبيرة، لها شكل القلب مسننة الحواف متماثلة الوضع على الساق.
أزهاره كبيرة عنقودية، يختلف لونها باختلاف أصناف الختمية، ويوجد منها أصناف ذات أزهار مزدوجة ويزهر النبات متأخرا. تتكاثر الأصناف المفردة الأزهار بالبذور، وتتكاثر المزدوجة الأزهار بالتجذير في شباط.
الختمية نبات عشبي حولي صيفي، ارتفاعه كبير، تنجح زراعته في الأراضي جيدة الصرف، ويعشق المواقع المشمسة، لأزهاره شكل أبواق تتعدد ألوانها، تتفتح في الربيع وتستمر حتى نهاية الصيف. تعرف الختمية علمياً باسم : Alcea rosea من العائلة Malvaceae.
وتعتبر منطقة شرق البحر الأبيض المتوسط، والصين الموطن الأصلي لها .
يحتاج نبات الختمية إذا ما تمت زراعته إلى سقاية منتظمة 3 مرات في الأسبوع، ويتكاثر ويزرع بواسطة البذور في أواخر الصيف والربيع، كما يمكن زراعة الشتلات في شهر أيار. يفضّل ابتداء من شهر حزيران إزالة الأوراق الصفراء، والأغصان المتضررة بفعل الحشرات.
الفوائد المعروفة
ذكرت الختمية في جميع المراجع العلمية القديمة والحديثة، ومما ذكره القدماء عنها أنها مفيدة لحرقة المعدة، ومدرة ومعرقة، ومفيدة للتنفس، ويفيد خلطها بالخل والدهن لعلاج البهاق مع التعرض للشمس، ويعتقد أنهم قصدوا خل العنب الذي كان الخل السائد قديماً, أما المعاصرون فقالوا: إنها مفيدة للطرق التنفسية والتهابات الأمعاء، والمعدة والحلق والحنجرة، ولحموضة المعدة ولقرحة المعدة والإثني عشرية، ولحالات الإسهال، وعلاج اللثة، والتهابات الأغشية المخاطية للفم، كما يفيد مغلي الجذور المثانة، وكذلك كغسول لالتهاب البشرة، أو كمادات توضع على الوجه لمدة ربع ساعة صباحا .
وقيل: يُصنع من نبات الختمية شراب يفيد في علاج قرحة المعدة والإثني عشر، إذ يوضع مقدار ملعقة صغيرة من أزهار الختمية المجففة في كوب من الماء بدرجة الغليان، ويترك لمدة ساعتين حتى يتخمر بشكل جيد، ويؤخذ منه مقدار فنجان من القهوة كل يوم أربع مرات. يداوم على هذا العلاج لفترة طويلة تتراوح بين 4 أشهر وسنة.
الأوراق والزهور والجذور
تحتوي الجذور على مواد لعابية ونشاء 27%, , والمواد اللعابية تتكون من سكاكر خماسية وسداسية تعطي البنتوز والغاكتوز والديكستروز، ويحتوي جذر الخطمي على حوالي 37% نشاء, و11% مواد هلامية، و 11% بكتين وفلافونيدات وأحماض فينولية وسكروز واسباراجين. المادة الفعالة في نبات الخطمية تتراوح نسبتها بين 5-25% من المركب الكربوهيدراتي المعقد والمعروف باسم الميوسيلاج، وتتركز كميته في الجذور(22%) ثم الأزهار(2%) والأوراق(3, 6%). وتزداد كمية الميوسيلاج في الأوراق والجذور مع عمر النبات، وتبلغ أقصى قيمة عند بدء تكوين الأزهار. تحتوي أزهار الخطمية على مواد لعابية بنسبة عالية تصل إلى 35% ,وعلى نشاء وسكريات خماسية وسداسية ومواد بكتينية، وتاتينات, وآثار من زيت عطري طيار بالإضافة لاحتوائها على مواد أخرى كثيرة.